# 溫徹斯特M1890泵動式步槍
溫徹斯特M1890（英語：Winchester Model 1890）是一款由著名的美国槍械設計師約翰·白朗寧所研製、槍械製造商溫徹斯特連發武器公司於19世紀末至20世紀初生產的泵動式連發步槍，可發射多種.22口徑的步枪子彈。

## 歷史
1980年代後期，由於M1873凸緣底火式從未獲得過任何人氣，溫徹斯特連發武器公司要求約翰·布朗寧設計M1873步槍的後繼型。 1888年6月26日，約翰和馬修·白朗寧發布了新設計的專利。據這項專利，溫徹斯特成功研發和創造了史上第二款連發泵動槍機式.22口徑步槍的生產權，僅在些微之差次於柯爾特閃電小型槍框卡賓槍。
事實證明，M1890是溫徹斯特在一般的所有射擊方面，有史以來生產過最成功的連發凸緣底火式步槍。在1890年至1932年間，溫徹斯特生產了約849,000枝M1890步槍，以後M1890被溫徹斯特M62步槍所取代。1941年，溫徹斯特完成了對其庫存的最後清倉。
多年來，M1890被認為是用於靶場的標準槍械，因此有著“靶場槍”的綽號。

## 設計和功能
M1890是一款泵動式槍機、頂部拋殼式步槍，槍管以下裝有一條長達18英寸（457.2毫米）的管式彈倉。它裝有一根長達24英寸（609.6毫米）的八边形槍管、普通核桃槍托，總重約6磅（2.72千克）。
該步槍的口徑包括.22短彈、.22長彈、.22長步槍彈以及.22溫徹斯特凸緣彈。M1890只能為該槍裝填特定的彈種（例如在槍管以上標記為“.22短彈”的M1890不得裝填.22長彈，.22長步槍彈或是.22溫徹斯特凸緣彈；儘管在那些口徑當中還有其他1890年代的彈藥）。 .22長步槍彈版本於1919年加入。
後期型的步槍以上裝有手槍握把式槍托。

## 衍生型
M1890製有三種不同的版本。
第一個型號裝有堅固的槍框、表面硬化的機匣和固定的照門。其中大約15,000枝是在1890年至1892年之間所生產。
第二個型號的設計是可分解式步槍。它亦裝有表面硬化的機匣，但照門可調節。1901年8月，表面硬化機匣改為烤藍版本。第二個型號的步槍當中，採用表面硬化機匣的生產了大約100,000枝，而採用烤藍機匣的生產了200,000枝。此外還提供了豪華版本，其特徵為裝有直柄或手槍式握把的花式方格胡桃木槍托，和具有凹槽的泵動式手柄。
第三個型號也是製為可分解式步槍，其特徵是改進型機匣，可讓後膛槍栓從外部閉鎖。第三個型號也有其豪華版，與第二個型號類似，採用直柄或手槍式握把的花式方格胡桃木槍托，和具有凹槽的泵動式手柄。

## 資料來源
1. ↑  U.S. Patent 385238
2. ↑  "Winchester Slide-Action Rifles, Volume I" by Ned Schwing. p. 17
3. ↑  "The History of Winchester Firearms 1866-1992" By Thomas Henshaw
4. ↑  "Standard Catalog of Winchester Firearms" By Joseph Madden Cornell, Paul Goodwin

## 外部連結
- （英文）—Winchester Model 1890 （页面存档备份，存于）